# ألبرتو سالوم إيشيفيريا
ألبرتو سالوم إيشيفيريا هو سياسي كوستاريكي، ولد في 10 يونيو 1952 في سان خوسيه في كوستاريكا. نشط حزبياً في حزب العمل للمواطنين.